# NGC 1422
NGC 1422 este o galaxie spirală situată în constelația Eridanul. A fost descoperită în 19 noiembrie 1886 de către Francis Leavenworth. Se află la o distanță de 12,71 megaparseci de Pământ.